# Marion Boyd (femme politique)
Pour les articles homonymes, voir Marion Boyd et Boyd.
Marion Boyd (née le 26 mars 1946 à Toronto et morte le 11 octobre 2022) est une femme politique provinciale canadienne de l'Ontario. Elle représente la circonscription de London-Centre à titre de députée du Nouveau Parti démocratique de l'Ontario de 1990 à 1999.

## Biographie
Née à Toronto, Marion Boyd étudie au campus Glendon de l'Université York où elle en ressort avec un baccalauréat en arts en anglais et en histoire. De 1968 à 1973, elle travaille comme assistante du président de l'Université York. En 1975-1976, elle aide les professeurs de l'université à obtenir leur première convention collective. Elle œuvre également au sein de la London Battered Women's Advocacy Clinic et sert durant deux mandats en tant que présidente de la London Status of Women Action Group. En plus d'être reconnue comme féministe, elle travaille comme médiatrice et consultante pour des entreprises dans le domaine de l'environnement.

### Carrière politique
En 1985 et en 1987, Marion Boyd tente sans succès de se faire élire d'abord dans London-Nord et ensuite dans London-Centre,. En 1988, c'est sur la scène fédérale qu'elle tente sa chance, mais toujours sans succès dans London-Est.
Elle parvient à faire son entrée à l'Assemblée législative de l'Ontario en 1990 en délogeant le premier ministre David Peterson dans London-Centre par une marge de plus de 8 000 voix. Cette victoire représente alors une surprise de par le caractère inusité qu'est la défaite d'un premier ministre sortant dans sa circonscription en Ontario, mais également par l'ampleur de la majorité obtenue. Les Néo-démocrates formant un gouvernement majoritaire, le nouveau premier ministre Bob Rae la nomme ministre de l'Éducation le 1er octobre 1990.
Lorsque sa collègue ministre Anne Swarbrick quitte le cabinet pour raison de santé le 11 septembre 1991, elle hérite des responsabilités de la Condition féminine. Boyd lance alors une vaste campagne contre les violences domestiques la même année. Le 15 octobre 1991, elle est transférée au ministère des Communautés et des Services sociaux à la suite de la démission de Zanana Akande pour cause de conflit.
Promue procureure-générale le 3 février 1993, elle devient la première femme à occuper cette fonction en plus d'être la première non-avocate. À ce titre, elle est responsable de l'Equality Rights Statute Amendment Act (Bill 167), qui permet alors aux couples de conjoints de même sexe d'avoir les mêmes droits et obligations que les couples mixtes. Cependant, l'adoption du projet de loi échoue en raison d'un vote libre en chambre auquel douze députés néo-démocrates votent contre. Représentant une défaite personnelle pour Boyd, cette défaite fut d'autant plus amère que les Progressistes-conservateurs, qui avaient unanimement votés contre le Bill 167, durent en adopter un similaire lors de leur passage au gouvernement cinq ans plus tard en raison du jugement M v H (en) de la Cour suprême du Canada.
Marion Boyd approuve également une entente controversée entre la tueuse en série Karla Homolka qui est condamnée à une peine d'emprisonnement de 12 ans à la suite d'un témoignage contre son mari Paul Bernardo. Cette entente sera très médiatisée et plusieurs critiqueront le jugement de Boyd dans ce dossier.
Elle demeure procureure-générale jusqu'à la défaite des Néo-démocrates en 1995, mais sera tout de même réélue dans sa circonscription et occupe ensuite la fonction de critique de l'opposition en matière de Santé.
Sa circonscription étant supprimée, elle se représente sans succès dans London-Centre-Nord.

### Après la politique
En 2000, Marion Boyd est nommée présidente de la Task Force on the Health Effects of Woman Abuse s'occupant de comprendre les effets sur la santé des violences domestiques. Ce comité produit alors un rapport avec 29 recommandations dont l'une consistait à demander aux médecins de signaler les cas d'abus sur les patientes dès l'âge de 12 ans.
En décembre 2003, un débat concernant la proposition d'appliquer la Charia par les tribunaux religieux dans les cas de disputes familiales surgit dans la province. Lorsqu'il apparaît que cette application puisse être nuisible pour le droit des femmes musulmanes, le premier ministre Dalton McGuinty demande à Boyd de se pencher sur la question. Dans un rapport sorti en décembre 2004, elle conclut qu'aucun changement n'est nécessaire par égard au respect des tribunaux religieux. Cependant, elle propose 46 recommandations visant à clarifier les rôles et responsabilités des tribunaux. Malgré cela, McGuinty ignore les principales recommandations de Boyd.